# Petrobunus chongqing
Espèce
Petrobunus chongqing est une espèce d'opilions laniatores de la famille des Petrobunidae.

## Distribution
Cette espèce est endémique de Chongqing en Chine. Elle se rencontre dans le xian de Dazu.

## Description
Le mâle holotype mesure 2,24 mm et la femelle paratype 2,01 mm.

## Systématique et taxinomie
Cette espèce a été décrite par Zhang, Zhang et Sharma en 2018.

## Étymologie
Son nom d'espèce lui a été donné en référence au lieu de sa découverte, Chongqing.

## Publication originale
- (en) Zhang, Zhang et Sharma, « Two new species of Petrobunus from China (Opiliones: Laniatores: Petrobunidae) », Zootaxa, no 4524,‎ 2018, p. 51-64